# Страдіварі (фільм)
Страдіварі  — франко-італійський біографічний фільм режисера Джакомо Баттіато, присвячений життю видатного майстра струнних інструментів Антоніо Страдіварі.

## Сюжет
Ще будучи хлопчиком, Антоніо Страдіварі вперше почув звук скрипки та зачарувався ним. Він пробує зробити скрипку власноруч, чим звертає на себе увагу Ніколо Аматі, відомого скрипкового майстра в Кремоні та стає учнем у його майстерні.
Антоніо закохується у Франческу та одружується з нею. З часом він стає все більш знаменитим майстром, його скрипки відомі у багатьох країнах, він навіть був нагороджений дипломом короля Іспанії.
Після смерті Франчески Антоніо одружується з Антонією Марією, з якою проживе щасливе життя.
На задньому плані показане життя північної Італії 17-го століття.

## У ролях
- Ентоні Квінн — Антоніо Страдіварі
- Лореннцо Квінн — молодий Страдіварі
- Валері Капріскі — Франческа
- Стефанія Сандреллі — Антонія Марія
- Франческо Квінн — Алессандро
- Денні Квінн — Франческо
- Майкл Валері — Омобоно
- Фанні Бастьєн — Катерина
- Стефано Мозіні — Страдіварі в дитинстві
- Леопольдо Трієсте — Ніколо Аматі